# ТЕС Khaleej
31°13′4.1″ пн. ш. 16°20′46.0″ сх. д. / 31.217806° пн. ш. 16.346111° сх. д.
ТЕС Khaleej (також зустрічається назва ТЕС Сиртська затока) — теплова електростанція у центральній частині Лівії, на узбережжі затоки Сідра (Великий Сирт) у 20 км на захід від міста Сирт, відомого походженням звідси Муамара Каддафі.
Основне обладнання цієї конденсаційної станції повинні становити чотири парові турбіни виробництва компанії General Electric потужністю по 350 МВт. Підрядниками будівництва, яке розпочалось у 2008 році, обрали південнокорейські компанії Hyundai та Doosan.
У 2011 році під час громадянської війни, що супроводжувала повалення Каддафі, роботи на майданчику станції припинились. Вони відновилися наступного року, проте в 2014-му з посиленням в околицях Сирту позицій ІДІЛ іноземні підрядники (окрім названих це була також турецька компанія Gama) покинули даний район. На той момент ступінь виконання проєкту оцінювали у 67 %.
Після звільнення Сирту від загонів ІДІЛ на станції розпочали роботи, спрямовані на запуск першої турбіни. У травні 2016 року з цього приводу відбулась урочиста церемонія, проте фактичний початок роботи відтермінувався через дії грабіжників, які викрали мідні кабелі. У липні того ж року турбіну нарешті ввели в експлуатацію з потужністю лише 200 МВт, проте вже наступного місяця через технічні проблеми вона зупинилась. Її черговий запуск з потужністю 150 МВт відбувся у жовтні 2016 року.
Термін відновлення основних будівельних робіт станом на осінь 2017 року через ситуацію з безпекою залишався невизначеним.
Для охолодження станція використовуватиме морську воду, а як паливо — природний газ, який надходить до району Сирту по газопроводу Марса-Брега — Триполі.